# Dasanakoppa, Hirekerur
Dasanakoppa là một làng thuộc tehsil Hirekerur, huyện Haveri, bang Karnataka, Ấn Độ.